# Rissoella trigoi
Rissoella trigoi is een slakkensoort uit de familie van de Rissoellidae. De wetenschappelijke naam van de soort is voor het eerst geldig gepubliceerd in 2004 door Rolán & Hernández.